# Şeker Ahmed Pasha
 (octobre 2020).
Ahmed Ali Pacha, né en 1841 Üsküdar (Constantinople) et mort le 5 mai 1907, mieux connu sous le nom de « Şeker » Ahmed Pacha, est un peintre, soldat et fonctionnaire ottoman. Son surnom « Şeker » signifie sucre en turc, et lui est donné en raison de sa nature très facile à vivre.

## Biographie
Ahmed Ali Pacha naît en 1841 à Üsküdar (Constantinople). Il entre à l'école de médecine en 1855, puis est transféré à l'académie militaire. Là, il s'intéresse à la peinture, son expérience médicale et militaire ayant suscité un intérêt pour l'anatomie et la perspective. Le sultan Abdülaziz aime son travail et l'envoie à Paris immédiatement après Süleyman Seyyit, pour étudier avec Gustave Boulanger et Jean-Léon Gérôme. Il passe sept ans d'études en France et a une exposition de ses peintures à l'huile à Paris en 1869. Il retourne à Constantinople en 1871, avec un grade militaire de capitaine.
En 1873, avec l'aide du peintre français Pierre-Désiré Guillemet, il organise et présente l'une des premières expositions d'art à Constantinople. "Şeker" Ahmed Pacha progresse rapidement dans la hiérarchie militaire. En 1876, il est promu major, en 1877 lieutenant-colonel, en 1880 colonel, en 1885 brigadier général et, finalement, en 1890, lieutenant général. En 1896, il est chargé du protocole militaire officiel.
« Şeker » Ahmed Pacha est l'un des exemples les plus importants des peintres militaires ottomans. Il peint avec beaucoup d'habileté des sujets liés à la nature tels que les forêts, les fruits, les fleurs et les animaux. Sa vie et son art reflètent l'expérience des élites ottomanes au lendemain du mouvement de réforme Tanzimat qui cherche à en apprendre davantage sur la culture occidentale, dans l'intention de l'imiter ou de la mélanger aux modèles traditionnels ottomans. Pacha est un exemple d'une telle émulation et d'un tel mélange dans le domaine de la peinture.
Il meurt le 5 mai 1907 d'une crise cardiaque et est inhumé au cimetière d'Eyüp à Constantinople.

## Galerie

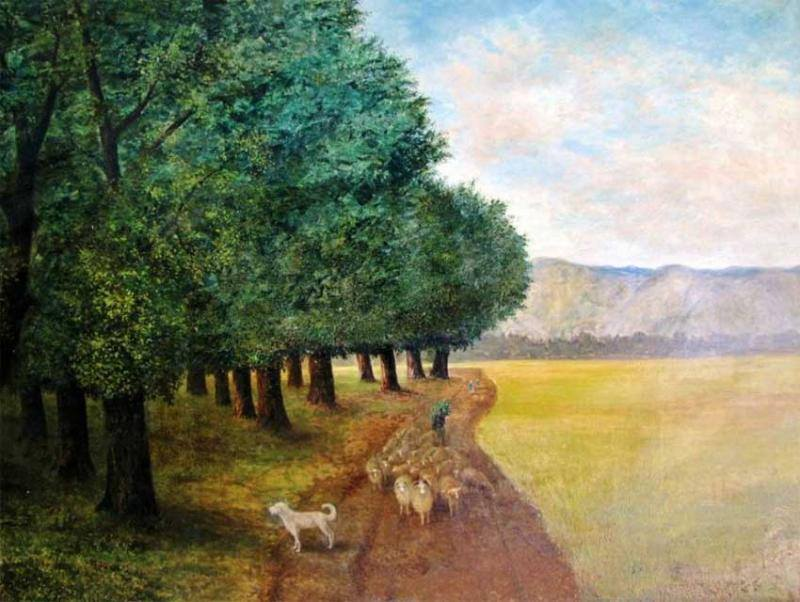
Paysage avec des moutons
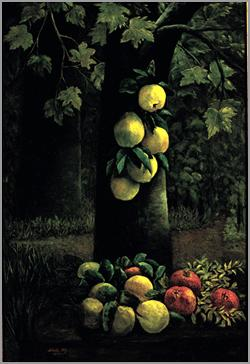
Nature morte aux coings
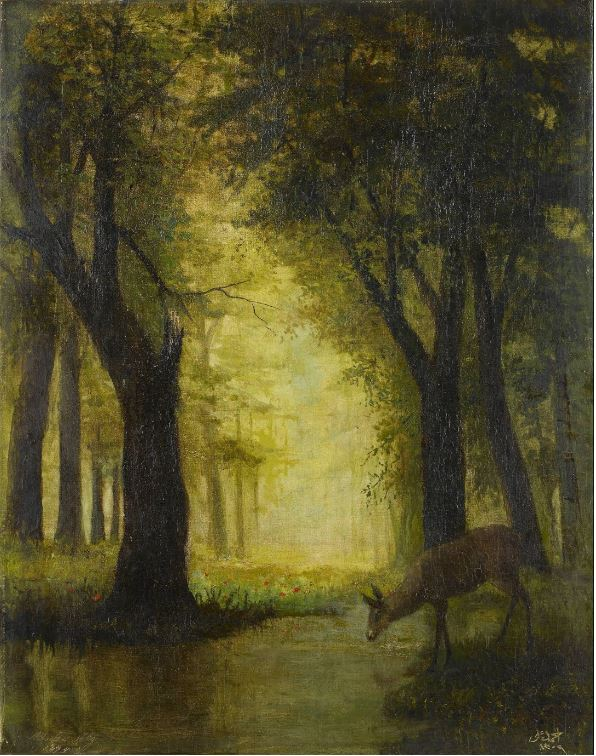
Roe dans la forêt
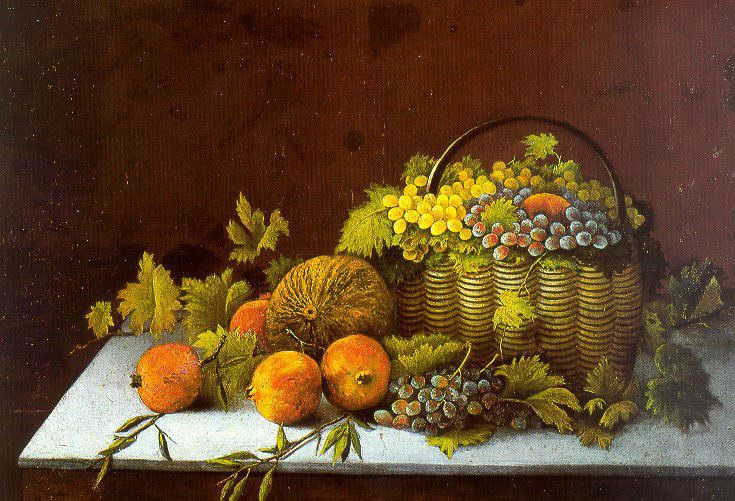
Nature morte aux kakis et raisins